# Sektion Tübingen des Deutschen Alpenvereins
Die Sektion Tübingen des Deutschen Alpenvereins (kurz DAV Tübingen) ist eine Sektion des Deutschen Alpenvereins in Tübingen. Sie wurde am 4. März 1891 von Mitgliedern der Sektion Schwaben gegründet. Der DAV Tübingen ist somit eine der älteren und mit 14.666 Mitgliedern (Stand: 31. Dezember 2024) eine der größten Sektionen des Deutschen Alpenvereins auf Platz 15 und damit auch einer der größten Sportvereine Deutschlands.

## Sektionsvorsitzende
Eine chronologische Übersicht über alle Präsidenten der Sektion seit Gründung.
| Amtszeit  | Präsident          | Anmerkung                     |
| --------- | ------------------ | ----------------------------- |
| 1891–1918 | Paul Grützner      |                               |
| 1918–1924 | Karl Bohnenberger  |                               |
| 1924–1937 | Paul Linser        |                               |
| 1937–1959 | Richard Oberdorfer |                               |
| 1959–1972 | Erich Endriss      | Kaufmann                      |
| 1972–1978 | Heinz Schneider    | Steuerberater                 |
| 1978–1992 | Gunter Mauer       | Architekt                     |
| 1992–1995 | Harald Pfeiffer    | Bauingenieur                  |
| 1996–1999 | Rainer Koschella   | Ltd. Regierungsdirektor       |
| 1999–2007 | Walter Jäger       | Chemiker                      |
| 2007–2016 | Karl Leonhardt     | Nachrichtentechniker          |
| 2016–2019 | Hans Reibold       | Ltd. Regierungsdirektor a. D. |
| Seit 2019 | Dieter Porsche     |                               |

## Hütten der Sektion

Die Tübinger Hütte im Abendlicht.

- Tübinger Hütte, 2191 m (Silvretta) (1908 erbaut) mit Klettermöglichkeiten[5]

### Ehemalige Hütte

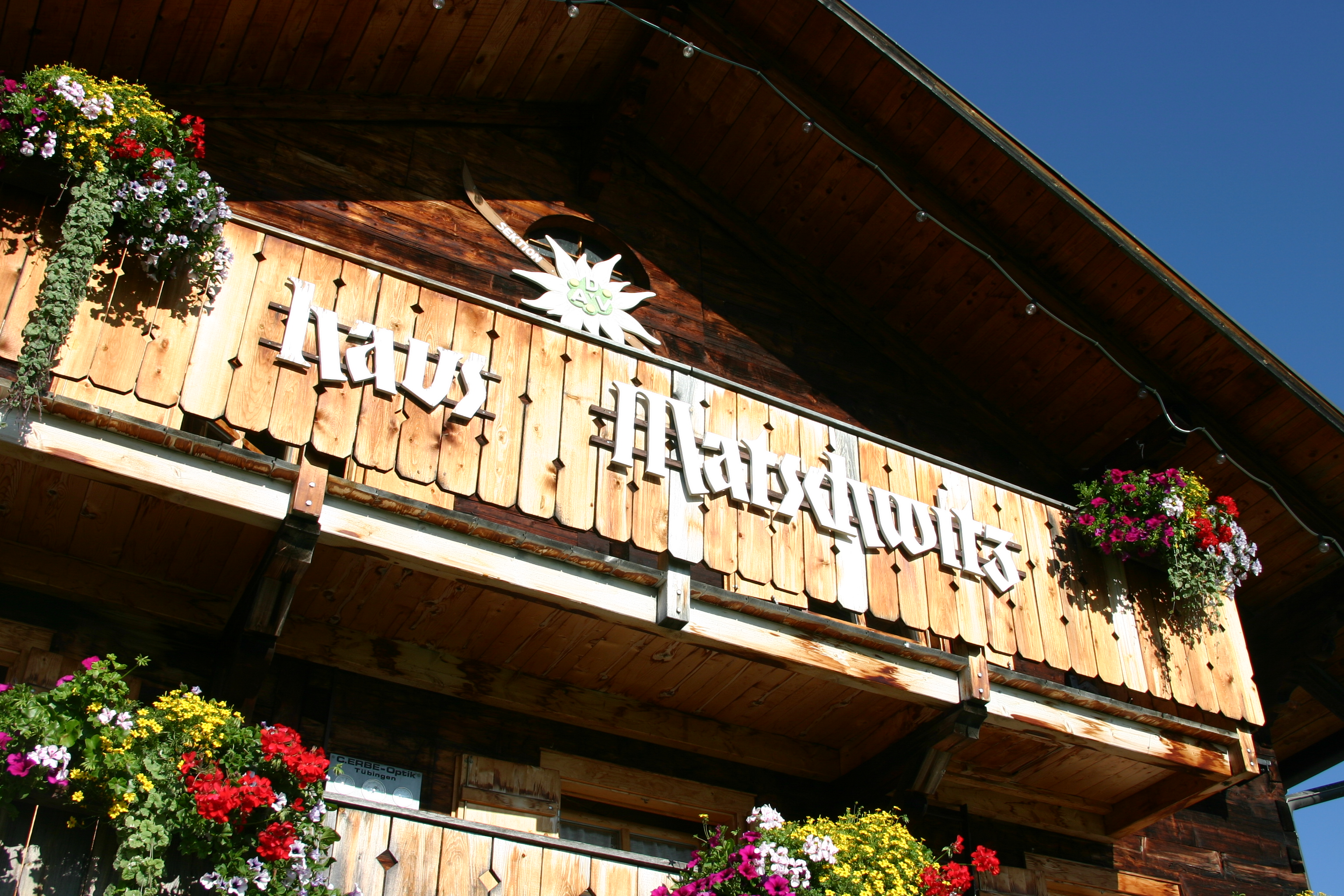
Blick auf das Haus Matschwitz.

- Haus Matschwitz, 1500 m (Rätikon) (Verkauf im Jahr 2020 an die Illwerke vkw)[6][7]

## Kletteranlagen
- B12 Boulderzentrum Tübingen mit einem Indoor und Outdoor Bereich[8]

## Gruppen der Sektion
- Gruppen:[9] Nordisch Aktive, Klettern/Bouldern, Klettern für Menschen mit und ohne Behinderungen, Mountainbike, Alpine Tourengruppe, Wandergruppe, Alpinteam, JuMax, Senioren
- Sektion Tübingen Bezirksgruppe Hechingen des Deutschen Alpenvereins e. V.[10]

## Ableger der Sektion
- Sektion Nagold[11] (1. September 2015)
- Sektion Rottenburg[12] (1973)